# Drehtribüne
Eine Drehtribüne ist eine drehbare, mit Sitzreihen versehene Zuschauerplattform, die besonders von Freilufttheatern benutzt wird, um eine natürliche Landschaft in die Inszenierung zu integrieren. Das erste rotierende Auditorium Europas wurde 1958 in Tschechien gebaut.
Von der Drehtribüne ist die Drehbühne zu unterscheiden, bei der die kreisrunde Fläche des Bühnenbodens rotiert.

## Beispiele von Drehtribünen
Die folgende Aufzählung ist nach Ländern gegliedert und nach Baujahren sortiert.

### Tschechien
- 1958 in Český Krumlov: Im Garten des Krumauer Schlosses wurde 1958 im Rahmen der südböhmischen Theaterfestspiele eine drehbare Holztribüne für 60 Zuschauer errichtet. 1959 wurde sie durch eine Holztribüne für 400 Zuschauer ersetzt, zu deren Manövrierung 40 Mitarbeiter nötig waren. 1960 folgte eine mit Elektromotoren betriebene Tribüne für 550 Zuseher. Im Jahr 1994 wurde schließlich die 650 Tonnen schwere drehbare Stahltribüne für 644 Zuseher errichtet, die stets im Sommer bespielt wird.[1]
- 1983 in Týn nad Vltavou: Die zweite Drehtribüne Tschechiens befindet sich 50 km flussabwärts von Krumau am Gelände der 1645 durch Brand zerstörten Bischofsburg, wurde 1983 anlässlich des 100. Jahrestages der Eröffnung des Nationaltheaters in Prag erbaut und wird alljährlich von Amateurschauspielern genutzt.[2]

### Finnland
- 1959 in Tampere: Die Drehtribüne im Pyynikki-Park fasst 800 Zuschauer.[3]
- 1959 in Kuggom: genutzt von Lurens Sommarteater.[4]
- 1966 in Närpes: Theater Närpiön.[5]
- 1995 in Turku: Sommertheater Samppalinnan.[6]

### Irland
- 1992 in Tramore: die Drehtribüne war die Hauptattraktion des Vergnügungsparks Celtworld, der aber schon im Jahr 1995 wegen wirtschaftlicher Probleme wieder geschlossen wurde

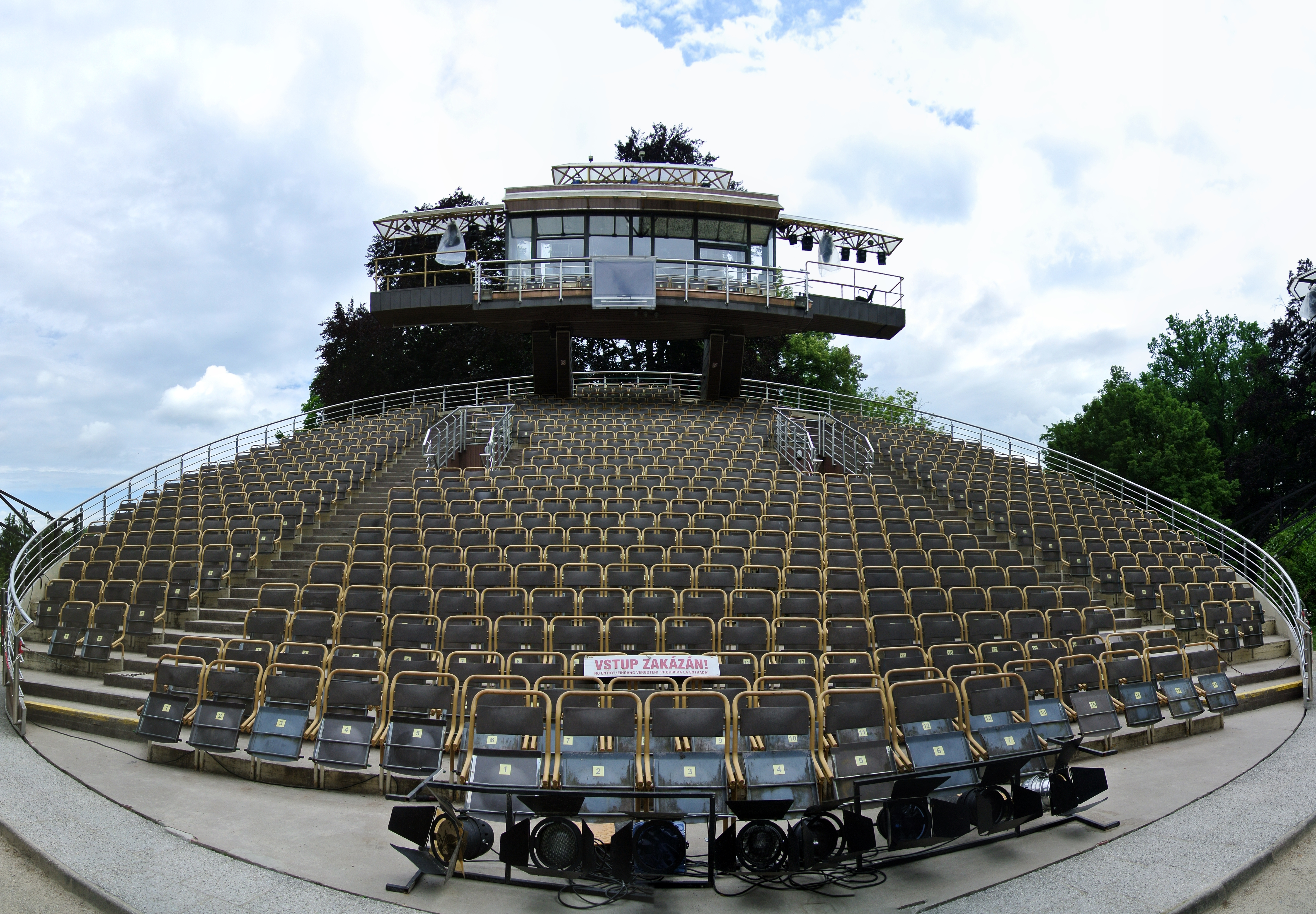
Drehtribüne in Krumau
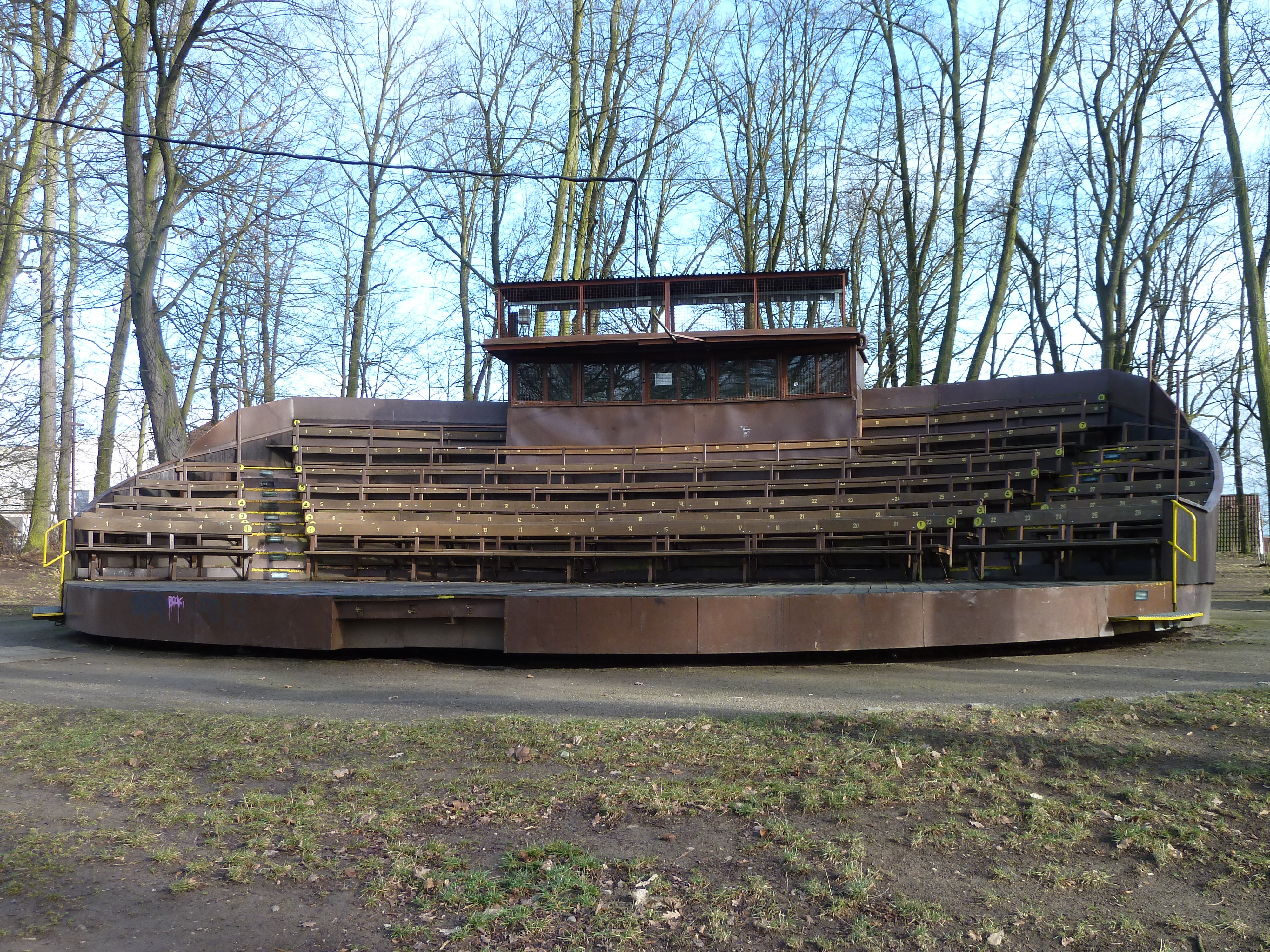
Drehtribüne in Týn nad Vltavou
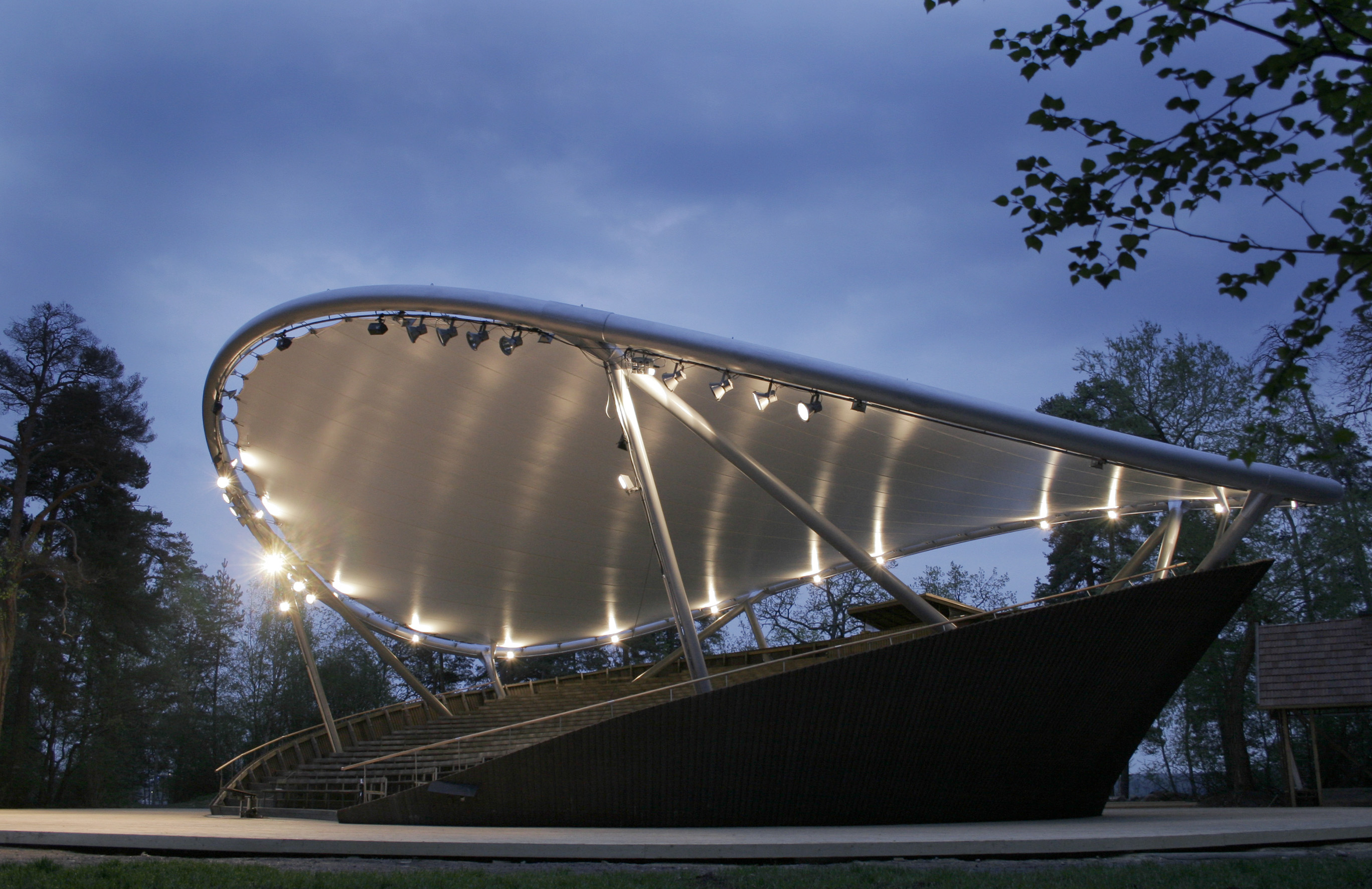
Drehtribüne in Tampere